# 워크웨 AFC
워크웨 AFC(Warkworth Association Football Club)는 뉴질랜드 워크웨에 위치한 세미프로 축구단이다. 구단은 모든 연령과 능력에 맞는 축구 시스템을 제공하고 있다.